# دم‌ماری جویبار
دم‌ماری جویبار (نام علمی: Ophiogomphus aspersus) نام یک گونه از سرده دم‌ماری‌ها است.